# Porta di Frontino

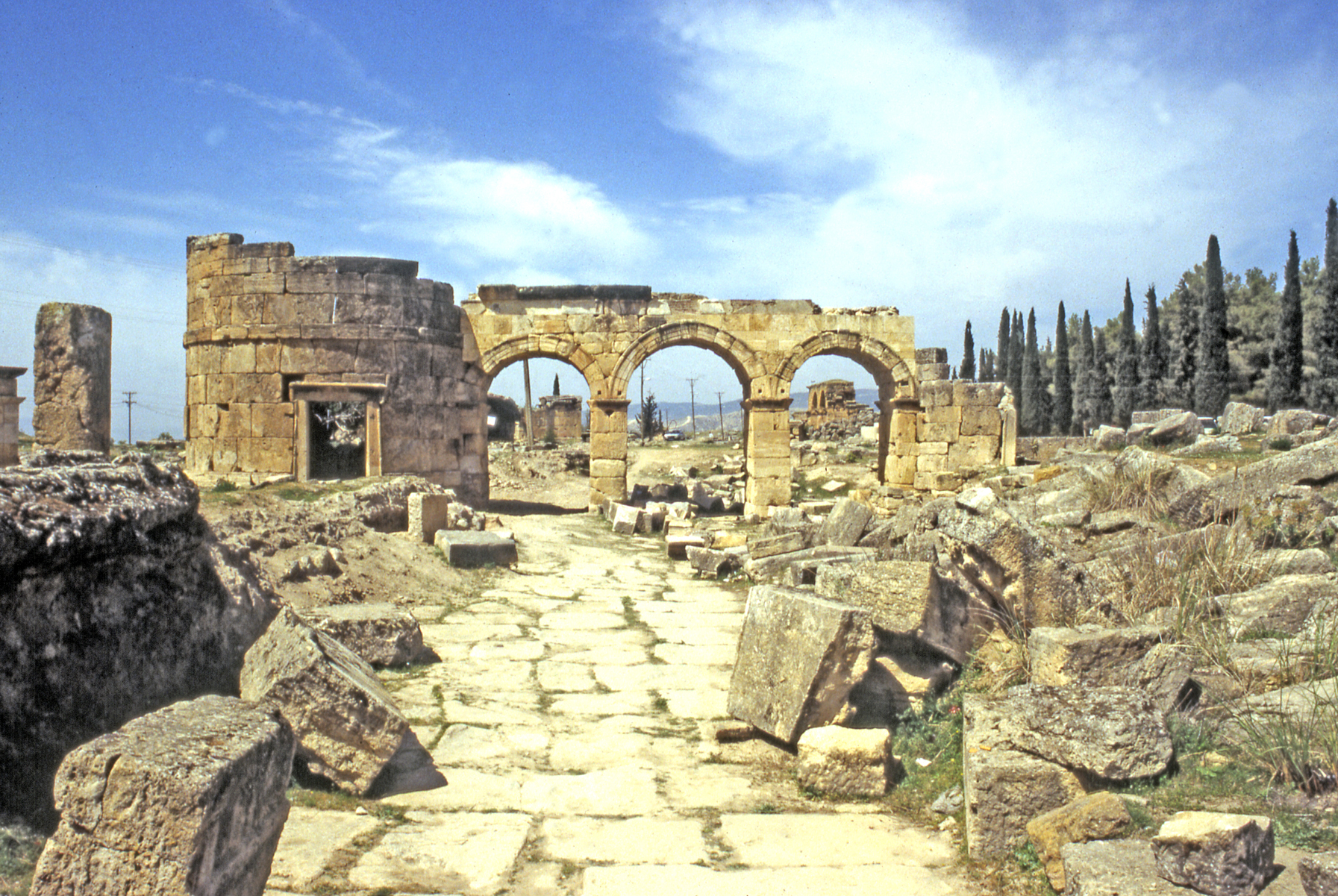
Porta di Frontino

La Porta di Frontino è un ingresso monumentale della città di Hierapolis, fatto costruire da Sesto Giulio Frontino, scrittore “tecnico” latino, celebre per il trattato sugli acquedotti.
Il monumento è collocato ad un estremo della via principale della città (che misurava circa 13 metri di larghezza) e costituisce uno dei due ingressi alla stessa (l'altra porta si trovava infatti all'estremo opposto della grande via).